# Drew Helm
Andrew Spencer „Drew“ Helm (* 9. November 1984 in Jupiter, Florida) ist ein US-amerikanischer Fußballspieler.

## Karriere
Helm spielte von 2003 bis 2004 in 19 Partien (3 Tore) für die South Florida Bulls und 2005 in vier Partien (2 Tore) für die Florida Atlantic Owls. Nach einem herausragenden Auftritt beim MLS Combine 2006 wurde er im MLS Supplemental Draft 2006 an erster Stelle von CD Chivas USA ausgewählt. In seiner Debütsaison in der Major League Soccer kam er zu acht Ligaeinsätzen, zumeist Kurzeinsätze. Nach der Saison wurde sein Vertrag nicht mehr verlängert und Helm wechselte nach Europa zum portugiesischen Viertligisten FC Marinhas, für den er im Frühjahr 2007 einige Partien absolvierte.
Von Sommer 2008 bis 2009 spielte Helm in Schweden bei Bodens BK. 2008 stieg er mit dem Team in die Division 2 Norrland, die vierthöchste schwedische Spielklasse ab, 2009 gelang als Staffelmeister die Rückkehr in die Division 1 Norra. Zur Saison 2010 gehört er nicht mehr dem Aufgebot von Bodens BK an. In der Saison 2011 kehrte er wieder zurück und wurde siebenmal eingesetzt. Anfang 2012 wechselte er zurück in die USA zu Orlando City.